# 森本葵
森本葵（日语：／ Morimoto Mamoru，1939年7月11日—2021年2月28日），日本男子田徑運動員，他於1962年在亞洲運動會獲得田徑800公尺金牌，並於1963年在夏季世界大學運動會獲得日本第一面世大運徑賽金牌。並參與了1964年夏季奧林匹克運動會。

## 外部連結
- 森本葵在的頁面